# Carl Wilhelm Eduard Naegelsbach
Carl Wilhelm Eduard Nägelsbach (Rufname Eduard), auch Karl Wilhelm Eduard Nägelsbach oder Eduard Naegelsbach (* 27. November 1815 in Schnabelwaid; † 9. Februar 1880 in Gunzenhausen) war ein deutscher evangelisch-lutherischer Theologe, Bibelausleger und Hebraist. Er war zuletzt Dekan im Dekanatsbezirk Gunzenhausen.

## Leben und Wirken
Nägelsbach wurde als Sohn des bayerischen Landrichters Georg Ludwig Nägelsbach (1773–1826) und dessen Frau Barbara, geb. Schäffer (1784–1821), geboren. Sein älterer Bruder war der Altphilologe Carl Friedrich Nägelsbach. Mit ihm verband ihn die Liebe zu den alten Sprachen. Während der Bruder Experte für Griechisch und Latein wurde, setzte Eduard Nägelsbach den Schwerpunkt auf das biblische Hebräisch. Schwester der beiden war Sophie Wilhelmine Nägelsbach, die Mutter des Staatsrechtlers Hermann Roesler.
Eduard Nägelsbach kam in Schnabelwaid im Obermainkreis auf die Welt, weil der Ort die Heimat seiner Mutter war. 1822 begann er das Studium der Evangelischen Theologie in Erlangen. 1838 trat er in das Predigerseminar München ein, war anschließend Hofmeister in Lausanne, dann Prediger in Vevey (Schweiz), um schließlich 1849 als Repetent an die Universität Erlangen zu gehen. Er verließ Erlangen als Dr. phil. und Lic. theol. Ab 1855 war er Gemeindepfarrer in Bayreuth, zunächst auf der vierten und dann auf der dritten Pfarrstelle. 
Als Verfasser von Bibelkommentaren im sog. Lange-Bibelwerk und als Autor einer hebräischen Grammatik machte er sich einen Namen. Seine Bücher wurden in englischsprachigen Übersetzungen auch in den USA vertrieben. 1875 erhielt er für seine Werke von der Universität Göttingen die Ehrendoktorwürde.
1878 wurde Eduard Nägelsbach als 62-Jähriger zum Dekan in Gunzenhausen ernannt, ein für die damalige Zeit bereits erhebliches Alter. Er entwickelte ein Lungenleiden und starb am 9. Februar 1880. Die Beisetzung auf dem damals „neuen“ Friedhof der Stadt erfolgte am 12. Februar. In Nägelsbachs Amtszeit fiel die Gründung der Kinderschule in der Bühringerstraße.
Nägelsbach war seit 1847 mit Caroline, einer Tochter des Erlanger Medizinprofessors Johann Michael Leupoldt, verheiratet. Aus der Ehe gingen sieben Söhne und eine Tochter hervor. 

## Schriften (Auswahl)
- Der Prophet Jeremias und Babylon. Eine exegetisch-kritische Abhandlung. Heyder u. Zimmer, Erlangen 1850.
- Was ist christlich? Eine Reihe polemischer Aufsätze. Geiger, Nürnberg 1852.
- Der Gottesmensch. Die Grundidee der Offenbarung in ihrer Einheit und geschichtlichen Entwicklung. Geiger, Nürnberg 1853.
- Hebräische Grammatik als Leitfaden für den gymnasial- und akademischen Unterricht. Teubner, Leipzig 1856; 4. Auflage 1880.
- Der Prophet Jesaja. Theologisch-homiletisch bearbeitet. Velhagen & Klasing, Bielefeld 1877 (Band 14 im Lange-Bibelwerk).
- Der Prophet Jeremia / Die Klagelieder. Theologisch-homiletisch bearbeitet. Bielefeld 1868 (Band 15 im Lange-Bibelwerk, ins amerikanische Englisch übersetzt von Samuel Ralph Asbury, New York 1871).